# Weichselbrücke Dirschau
Die Weichselbrücke Dirschau wurde im Zuge des Baus der Strecke Berlin–Königsberg der Preußischen Ostbahn von 1851 bis 1857 bei Dirschau (heute Tczew) über die Weichsel errichtet. Zu der Baumaßnahme gehörte auch die Nogatbrücke bei Marienburg (heute Malbork). Der Ingenieur Johann Carl Wilhelm Lentze (1801–1883) war federführend bei der Planung der Brücken. Sie gelten als die ersten weitgespannten Balkenbrücken auf dem europäischen Kontinent.
Von 1888 bis 1891 wurde an beiden Orten eine zweite Brücke unmittelbar neben den ersten gebaut.
Die nach dem Ersten Weltkrieg auf Grund der Bildung des polnischen Korridors zu Polen gehörenden Weichselbrücken in Dirschau waren der Schauplatz des eigentlichen Beginns des Zweiten Weltkriegs durch den Angriff deutscher Soldaten.
Nach der Zerstörung im Zweiten Weltkrieg baute Polen zunächst eine provisorische, 1958 eine dauerhafte Brücke.
Dirschau/Tczew ist ein bis heute wichtiger Eisenbahn-Knotenpunkt, unter anderem mit direkten Verbindungen nach Danzig, Warschau, über Warschau nach Krakau, über Bydgoszcz (Bromberg) nach Posen und nach Piła.

## Erste Dirschauer Weichselbrücke

### Vorgeschichte

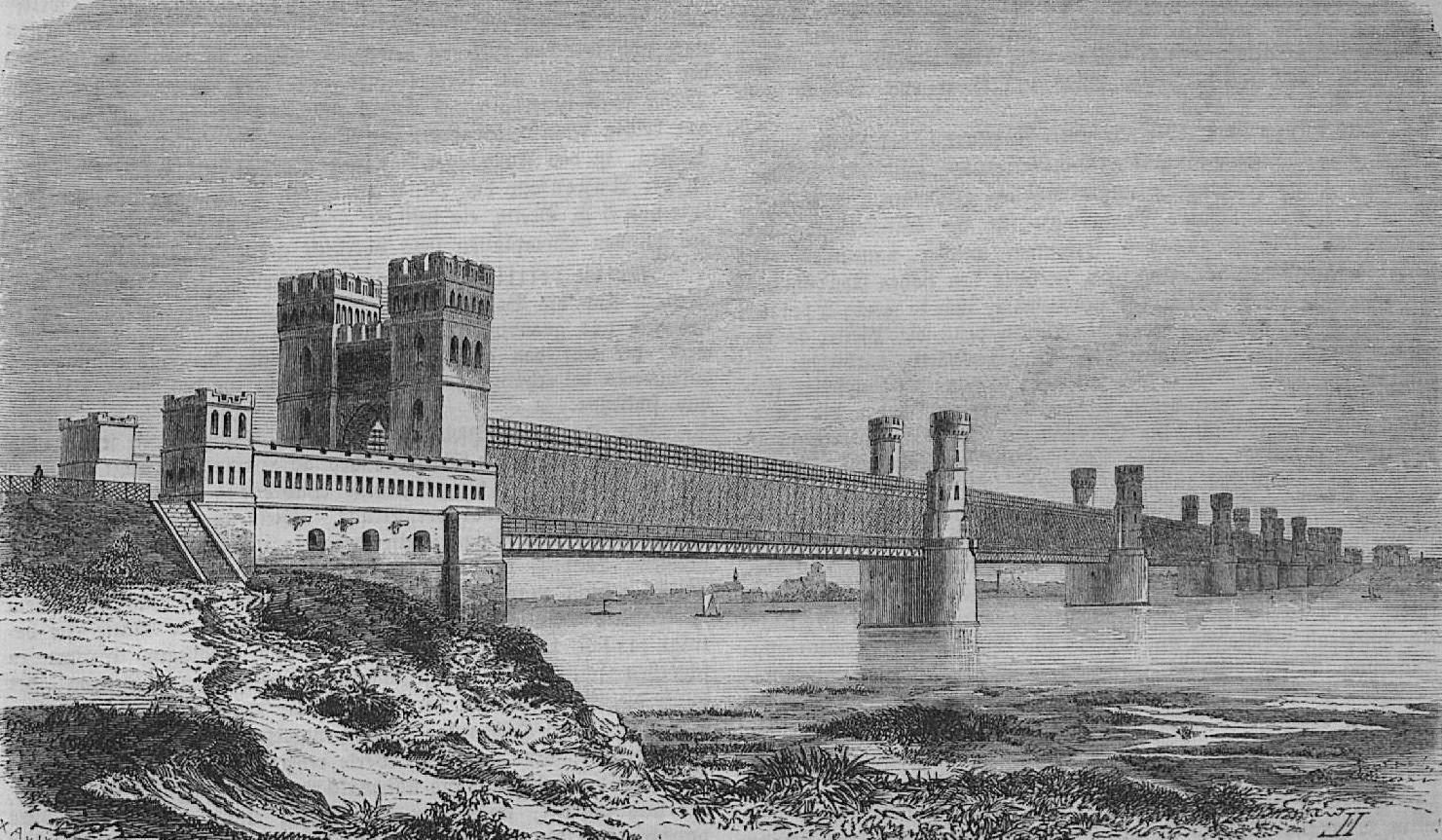
Die Weichselbrücke bei Dirschau von 1857

Eine Eisenbahnbrücke über die Weichsel wurde lange für unmöglich gehalten. Eine im 14. Jahrhundert von den Ordensrittern bei der Marienburg erbaute hölzerne Brücke war Anfang des 18. Jahrhunderts vom Hochwasser zerstört worden. Eine bei Thorn (Toruń) im 16. Jahrhundert errichtete Holzbrücke konnte wegen häufigem Hochwasser und dem alljährlichen Eisgang nur mit großen Mühen erhalten werden. Große Weiten wurden Mitte des 19. Jahrhunderts allenfalls mit Hängebrücken überspannt, aber das waren alles Straßenbrücken.
Als die preußische Bauverwaltung 1844 eine Kommission für den Bau der Weichsel- und Nogatbrücken und der dazu erforderlichen Strom- und Deich-Regulierungen einberief, waren Robert Stephensons Conwy Railway Bridge und die Britanniabrücke in Wales noch in der Planungsphase. Der mit einem ersten Entwurf für die Brücken beauftragte Lentze plante daher zunächst eine Kettenbrücke mit fünf Öffnungen.
Infolge der Krise 1846/1847 stellte König Friedrich Wilhelm IV. am 6. Juni 1847 alle bereits geleisteten Vorarbeiten an den Brücken ein, lediglich die Strom- und Deichbauten konnten fortgesetzt werden. Auf Veranlassung des Handelsministers nutzte Lentze die Pause, sich den Bau der Britanniabrücke vor Ort anzusehen. Er ließ darauf den Gedanken an eine Hängebrücke zugunsten einer festen Brücke fallen. Er hielt aber eine vollwandige Hohlkastenbrücke für zu teuer, auch konnte man einen Kasten auf der seichten Weichsel nicht einschwimmen. Deshalb entschied er sich bei der Wiederaufnahme der Arbeiten für eine auf einem Lehrgerüst zu montierende Gitterträgerbrücke.

### Gitterträgerbrücke (1857)
Mit dem Gesetz vom 7. Dezember 1849 wurden der Bau der Brücken über die Weichsel und Nogat und die durch die Eisenbahn-Anlage bedingten Strom- und Deich-Regulierungen angeordnet und die nötigen Geldmittel gewährt. Am 3. April 1850 wurden die Arbeiten wieder aufgenommen.
Grundlage der Konstruktion waren die kurz zuvor erfolgten theoretischen Untersuchungen durch Karl Culmann und Johann Wilhelm Schwedler. Die statischen Berechnungen und die Ausführungspläne fertigte der Schweizer Ingenieur Rudolf Eduard Schinz. Der schmiedeeiserne Überbau der Brücke wurde von der Dirschauer Maschinenbauanstalt hergestellt, einem Ableger der Maschinenbauanstalt H. W. Krüger aus Potsdam. Die Pfeilertürme und die Portale der Widerlager gestaltete der Architekt Friedrich August Stüler.
Lentzes Entwurf sah nun eine insgesamt 837,35 m (2668 Fuß) lange Gitterträgerbrücke mit sechs Öffnungen mit jeweils 130,88 m Stützweite und einer lichten Weite von 121,15 m vor. Auf Verlangen des Militärs war sie an beiden Enden von hohen Portaltürmen und einem Vorwerk eingefasst, die zusammen 30,91 m lang waren. Die Gitterträgerbrücke wurde über den fünf Strompfeilern jeweils von zwei Rundtürmen flankiert. Der Architekt Stüler gestaltete sie nach Art einer mittelalterlichen, mit Zinnen bekrönten Burg.

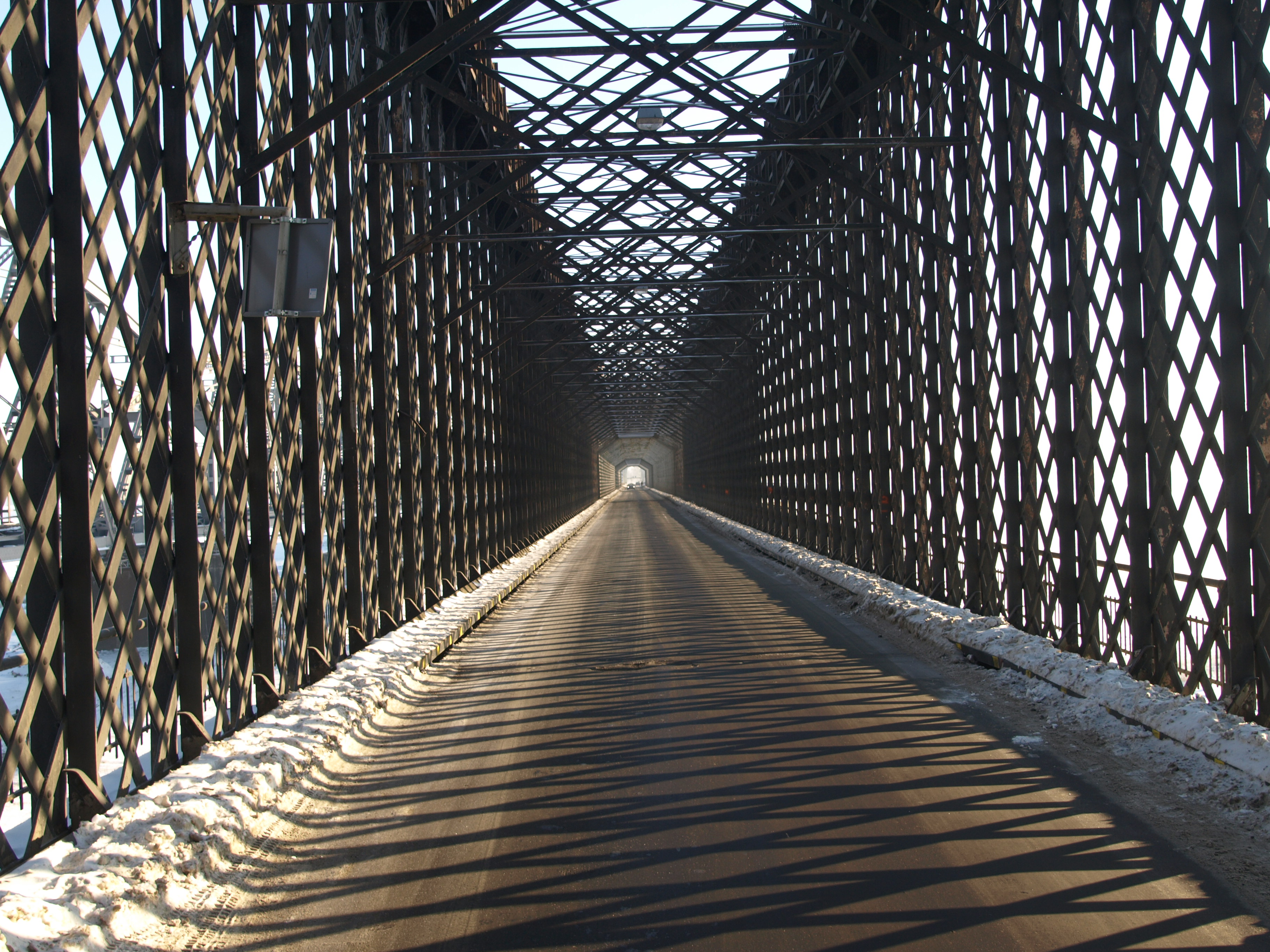
Blick in den Gitterträger

Die Brücke hatte ein Gleis und beidseitig einen Fahrweg für ein Fuhrwerk. Die Wege waren nicht von den Gleisen getrennt, da Pferde vor den Lokomotiven scheu würden und deshalb die wenigen Fuhrwerke die Durchfahrt der Züge abwarten mussten. Außerhalb der Gitterträger war je ein Fußweg angebracht, der außen um die Pfeilertürme herumgeführt wurde. Fußgänger konnten die lange Brücke deshalb unabhängig von der Durchfahrt eines Zuges benutzen.
Die Brücke hatte eine lichte Höhe von 3,77 m (12 Fuß) über dem höchsten Wasserstand bzw. 8,16 m (26 Fuß) über dem höchsten schiffbaren Wasserstand. Flussaufwärts und -abwärts der Brücke befanden sich Krane, um die Schiffsmasten aus- und wieder einzuheben.
Die Gitterträger waren 11,83 m hoch (37 2/3 Fuß) und 6,28 m (20 Fuß) voneinander entfernt. Die Stärke ihres engmaschigen Netzes aus diagonalen Stäben und vertikalen Eisenwinkeln war von Schinz entsprechend den statischen Erfordernissen bestimmt worden. Seine Idee, den Überbau je zweier Öffnungen zu einem Durchlaufträger zusammenzufassen, führte zu bedeutenden Einsparungen. Gitterartige Querträger, auf denen das Gleis lag, und zwei obere Windverbände verbanden die Gitterträger.
Die Pfeiler hatten eine Pfahlgründung, die gegen eine Auskolkung von einer Pfahlwand umgeben und mit einem Wall aus Steinblöcken geschützt war. Die Pfeiler bestanden innen aus Ziegelmauerwerk und außen gegen den Eisgang aus Naturstein.
Der erste Eisenbahnzug passierte die Brücke am 12. Oktober 1857, damit wurde die Strecke Dirschau–Marienburg (Westpreußen) dem Verkehr übergeben. Die förmliche Übergabe der beiden Brücken an die Königliche Eisenbahn-Direction Bromberg erfolgte nach Fertigstellung aller Restarbeiten am 8. Dezember 1858. Am 24. August des folgenden Jahres wurde die Königliche Commission für den Bau der Brücken aufgelöst.

## Linsenträgerbrücke (1891)

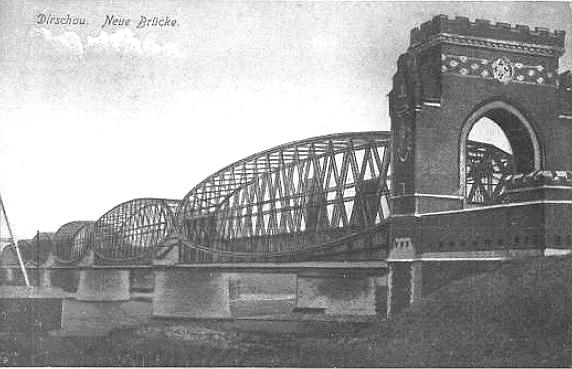
Die Weichselbrücke bei Dirschau von 1891

Gegen Ende der 1860er Jahre wurde auf der Ostbahn das zweite Gleis verlegt, aber die Brücken blieben eingleisig, was mit zunehmendem Verkehr als störend empfunden wurde. Fuhrwerke mussten immer länger warten, andererseits führte ein Achsbruch eines Fuhrwerkes zu einer längeren Sperrung des Bahnverkehrs. Deshalb beschloss man den Bau neuer, zweigleisiger Brücken und den Umbau der alten zu reinen Straßenbrücken. Das Deutsche Reich leistete einen Zuschuss in Höhe von 60 % der kalkulierten Kosten.
Die Entwürfe beider Brücken stammten von Johann Wilhelm Schwedler. Architekt der Portale war Johann Eduard Jacobsthal. In Bromberg wurde ein zentrales Baubüro unter der Leitung von Georg Christoph Mehrtens eingerichtet, in der auch die Ausführungsplanung erstellt wurde. Die Eisenkonstruktion wurde von der Aktiengesellschaft für Eisenindustrie und Brückenbau, vormals Johann Caspar Harkort in Duisburg geliefert und montiert.
Der Baubeginn war im Frühjahr 1888. Die neue Brücke stand 40 m stromabwärts von der Gitterträgerbrücke. Sie hatte – wie diese – sechs Öffnungen mit Stützweiten von 130,88 m.

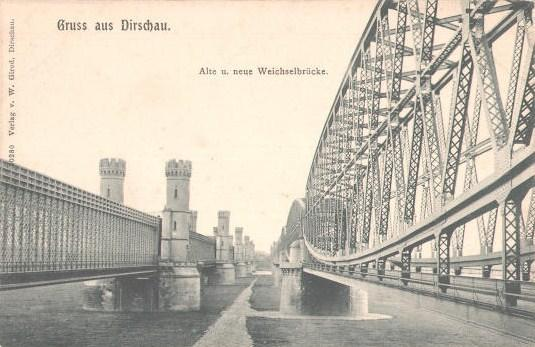
Alte u. neue Weichselbrücke

Der Überbau bestand aus Linsenträgern mit sich in der Mitte kreuzenden, diagonalen Streben zwischen Ober- und Untergurt und einem Mittelgurt als Zugband. Die Träger hatten einen seitlichen Achsabstand von 9,5 m voneinander. Die Fahrbahn war mit senkrechten Trageisen an den Untergurten angehängt. Der Überbau wurde fast vollständig aus Schmiedeeisen (Schweißeisen) hergestellt. Es gab zwar bereits Stahl (Flußeisen) in ausreichender Menge und Qualität, aber die umfangreichen Materialprüfungen von rund 7000 t hätten in der zur Verfügung stehenden Zeit nicht durchgeführt werden können. Deshalb wurde Stahl (Siemens-Martin-Stahl) nur für einzelne, stark beanspruchte Teile wie die Zugbänder und die Trageisen der Fahrbahn verwendet.
Die Pfeiler waren nur noch 6 m breit (gegenüber den 9,73 m breiten Pfeilern der alten Brücke). In einem Pfeiler war eine Sprengminenanlage eingerichtet. Das östliche Portal war so gestaltet, dass es ohne große Änderungen als Mittelpfeiler dienen konnte, wenn die Brücke verlängert würde. Es wurde damals schon lange diskutiert, die Nogat, die einen großen Teil des Wassers der Weichsel abzweigte, ganz oder teilweise zu sperren, so dass der versandende Arm der Weichsel mehr Wasser erhielte.
Die Dirschauer Brücke wurde am 28. Oktober 1891 dem Verkehr übergeben.

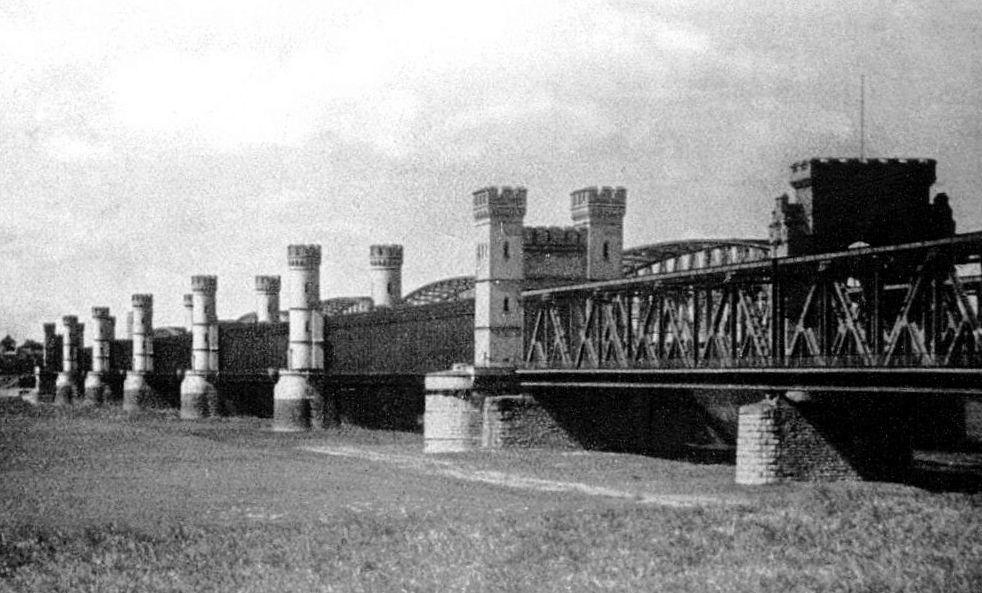

## Verlängerungen (1912)
Zur Verbreiterung des Durchflussquerschnittes bei Hochwasser wurden die beiden Brücken in den Jahren 1910 bis 1912 mit parallelgurtigen Fachwerkträgern um drei Felder mit jeweils 81,6 m Stützweite verlängert, womit die Brücken eine Gesamtlänge von 1074 m erreichten.

## Kriegsschäden, Neubauten
Bei dem Angriff auf die Weichselbrücke durch deutsche Soldaten zu Beginn des Zweiten Weltkriegs am 1. September 1939 versuchten die Polen, die Einnahme zu verhindern und sprengten beide Brücken. Die Deutschen bauten darauf eine eingleisige Notbrücke. Im folgenden Jahr errichteten sie eine neue zweigleisige Brücke und einen provisorischen Fußgängerüberweg im Zuge der alten Brücke. Auf dem Rückzug vor der Roten Armee am Ende des Krieges wurde die Eisenbahnbrücke im März 1945 von einem deutschen Sprengkommando fast vollständig zerstört.
Nach dem Zweiten Weltkrieg begann der Wiederaufbau durch die Polen, bei dem teils englische ESTB-Behelfsbrücken, teils an anderer Stelle demontierte Überbauten und teils Neubauten eingesetzt wurden. Am 23. Dezember 1947 wurde der Zugverkehr wieder aufgenommen. Ab Dezember 1958 war wieder ein zweigleisiger Eisenbahnbetrieb möglich, ab 1959 war auch die Straßenbrücke wieder durchgehend befahrbar, nachdem die letzten ESTB-Elemente aus der Eisenbahnbrücke demontiert und in die Straßenbrücke eingeschwommen worden waren. 1971 wurden neue Konstruktionen in zwei Feldern der Eisenbahnbrücke eingebaut. 1983 wurde der elektrische Zugbetrieb aufgenommen.
So befinden sich heute von der alten Brücke nur noch in drei Feldern die originalen Gitterträger. Sie ist eine der ältesten großen eisernen Kastenbrücken und bildet mit den verbliebenen vier Pfeilertürmen ein technisches Denkmal. In der Nachkriegszeit entstand eine rund 4,5 Kilometer südlich verlaufende neue Brücke für den Straßenverkehr. Die alte Brücke wurde noch als Straßen- und Fußgängerbrücke genutzt. Sie war für PKW bis 2,50 m Höhe und 3,5 t Gesamtgewicht befahrbar und ist seit 2011 für Fahrzeuge und Fußgänger gesperrt.
Die alte Brücke wurde 2004 von der American Society of Civil Engineers (ASCE) in die Liste der historischen Meilensteine der Ingenieurbaukunst aufgenommen.
2012 wurde die Rekonstruktion der fehlenden Teile der Balkenbrücke sowie der Pfeilertürme der Brücke von 1857 beschlossen. Die Rekonstruktion war im Sommer 2016 noch nicht ganz abgeschlossen.

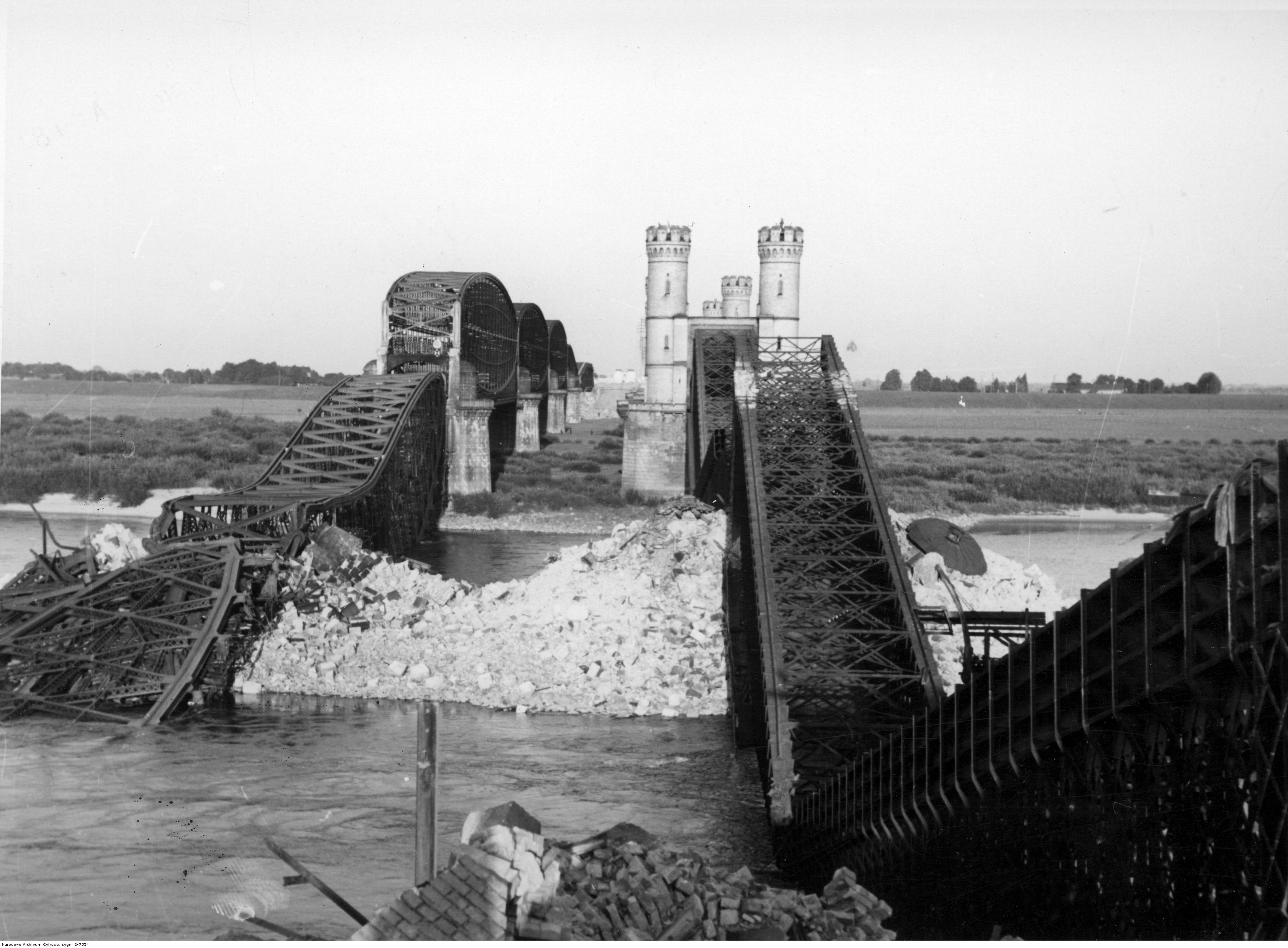
1939 gesprengte Brücken (links ist die Linsen-Form der Träger mit Mittelgurt erkennbar)
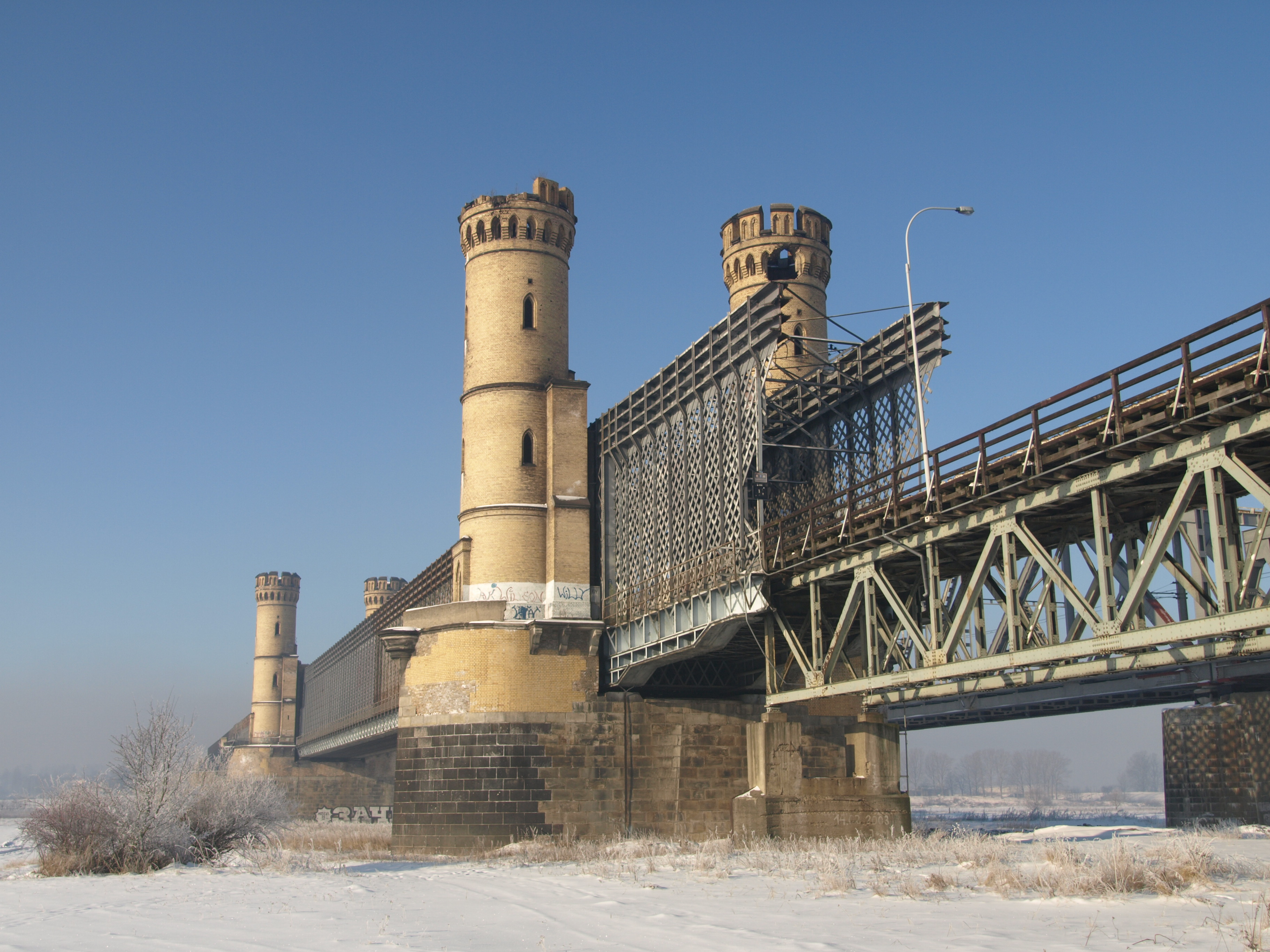
Rest der alten Gitterträger
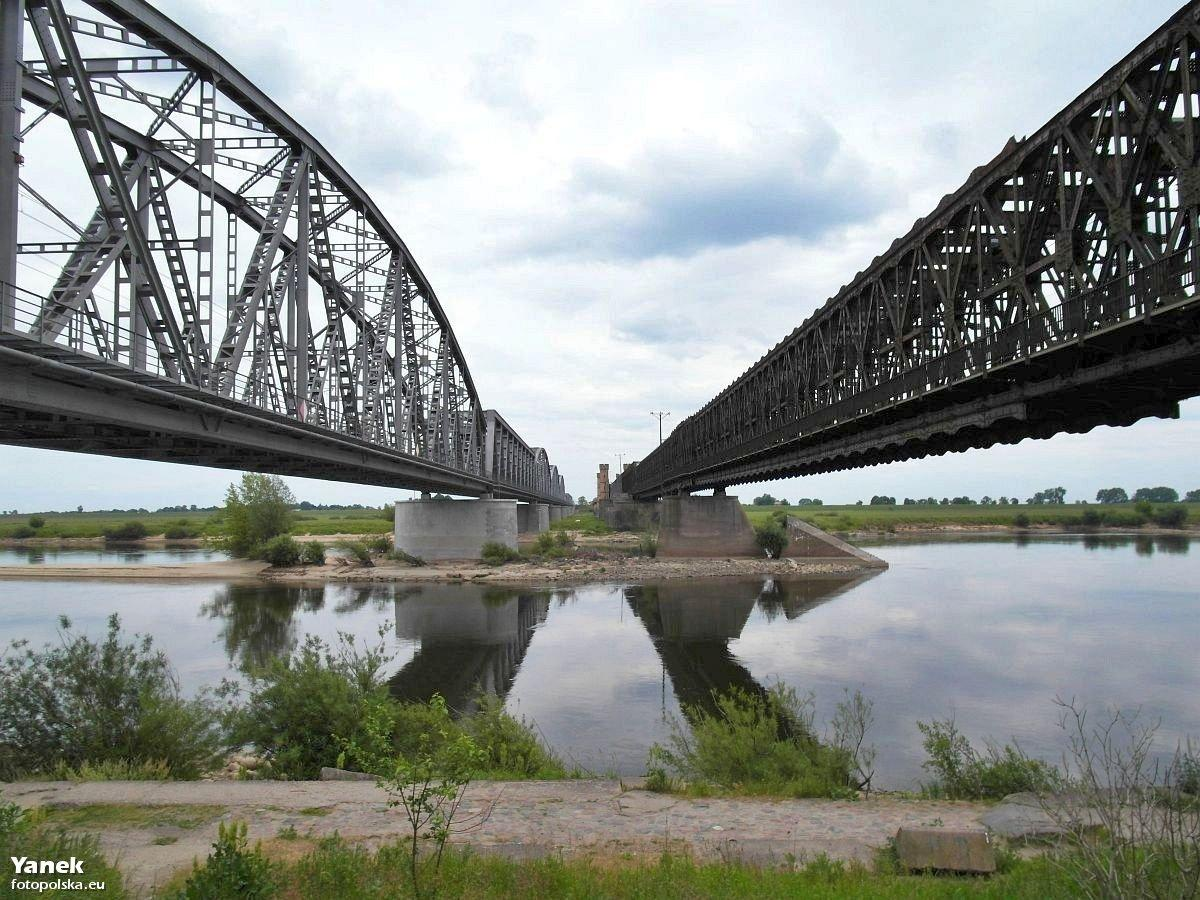
Neue und alte Brücke vom westlichen Ufer aus
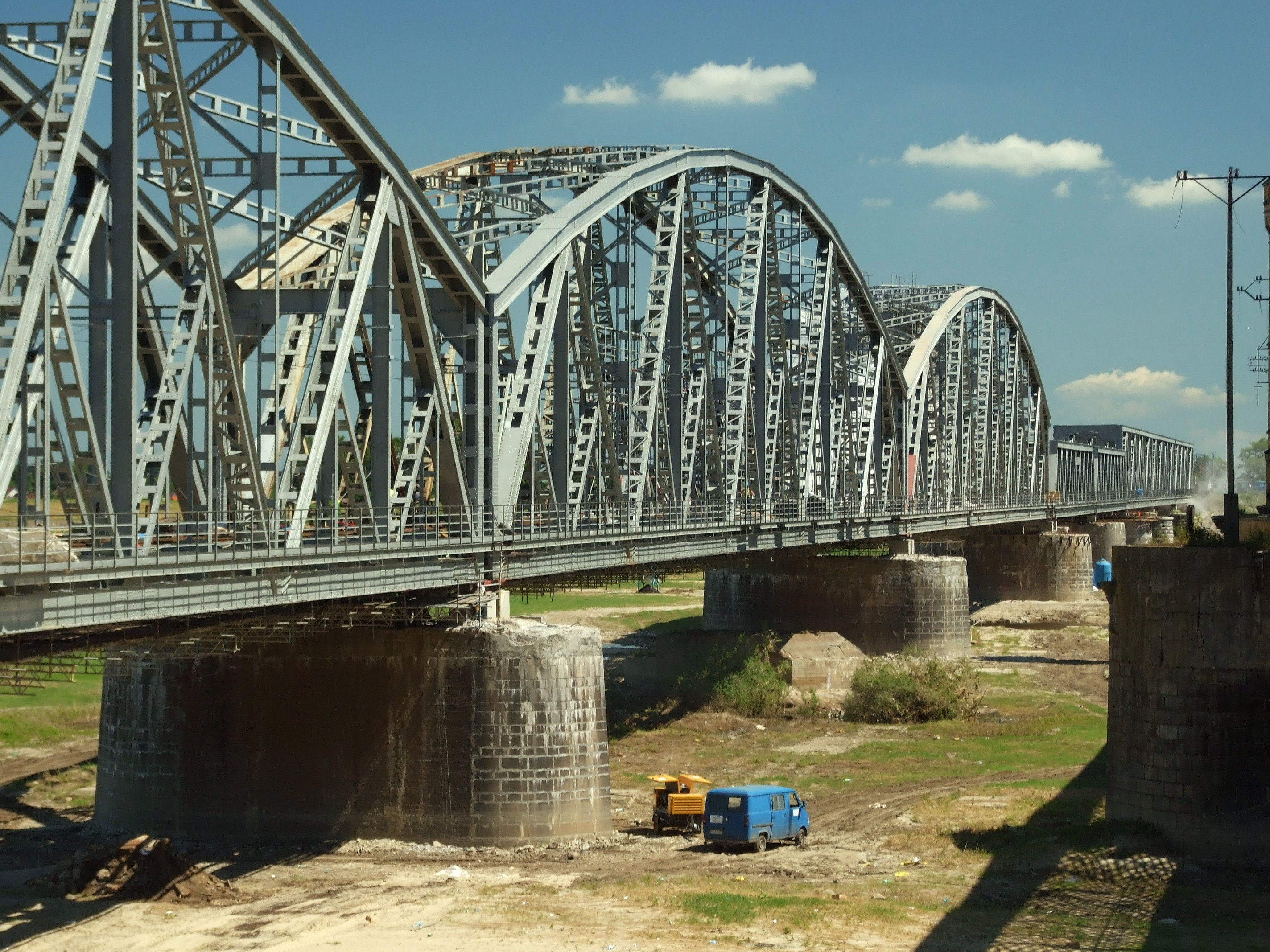
Neue Brücke
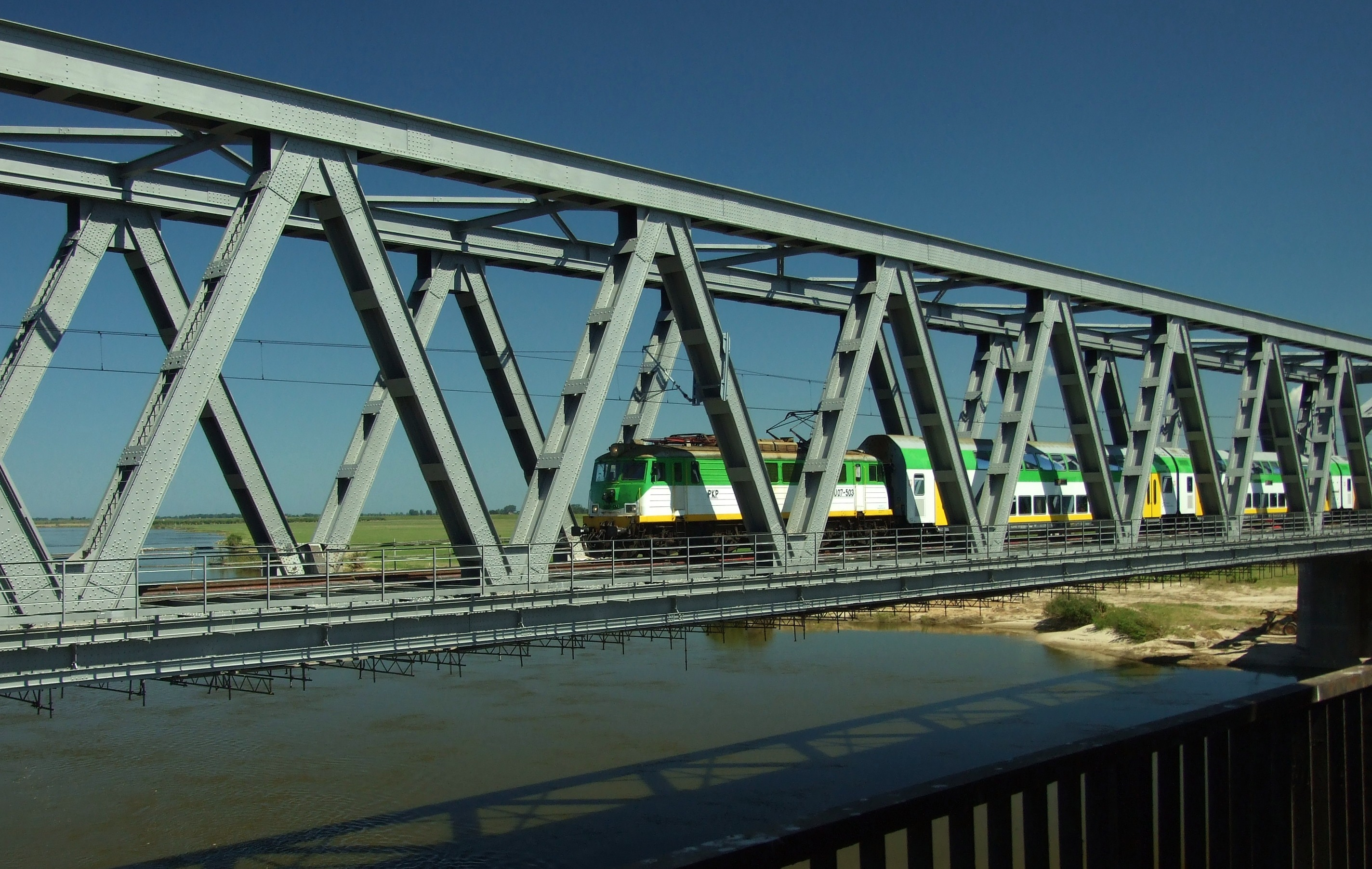
Teil der neuen Brücke mit einem Zug